# Върбица
Вижте пояснителната страница за други значения на Върбица.
Върбѝца е град в Североизточна България. Той се намира в област Шумен и е в близост до язовир Тича. Градът е административен център на община Върбица. По данни на ГРАО към 15 септември 2023 г. в града живеят 3856 души по настоящ адрес и 4376 души по постоянен адрес.

## География
Градът се намира на 39 km североизточно от Котел, на 43 km от областния град Търговище, на 44 km северно от Сунгурларе, на 52 km южно от областния център Шумен и на 326 km от столицата София.
Община Върбица е разположена в Североизточна България, област Шумен. На североизток граничи с община Сунгурларе, област Бургас, а на югозапад с община Котел, област Сливен. От запад и северозапад граничи съответно с общините Омуртаг и Търговище.
Територията ѝ попада в старопланинската област, в Предбалкана и Герловския район, по северните склонове на главната старопланинска верига и Котленско-Камчийския район.
Община Върбица има сравнително благоприятно географско положение, което ѝ дава възможност да търси преки контакти в икономическото си развитие с четири съседни областни града. Общината е разположена на раздела между Северна и Южна България. Според обхвата на районите за планиране, регламентиран с националния план за развитие тя е включена в групата на изостаналите селски райони.
Герловската котловина, в която е разположен и общинският център – гр. Върбица, който е и най-голямото селище, са включени 56 населени места. На юг от гр. Върбица се намира Върбишкият проход, който свързва чрез първокласния път I–7 Северна с Южна България.

## История

### Древност и Античност
Счита се, че добрите условия за живот в този район на Предбалкана са обусловили заселването му още от дълбока древност. Не само живописен, но и богат на археологически и културни паметници е този край. Тук са оставили следи редица племена и народи: траки, римляни, славяни и българи. Теренно археологическо проучване по брега на язовир Тича, долината на Голяма Камчия и по-малките ѝ притоци разкриват селище от неолита, късножелязната и късноантичната епоха, разположено на 2,5 км североизточно от града, на западния бряг на Върбишка река, в местността Кеневира. Находките, както и могилите, които се разкопават и разкриват в района, датират от времето на траките, приблизително от IV – III век пр.н.е.
За произхода на името на Върбица, според едно от предположенията, се счита, че то е дошло от наименованието на старинната крепост Урвизион, която израснала върху развалините на римската антична крепост Фабрициус, находяща се в местността Гайдар камък. Там и до днес могат да бъдат открити останки от крепостните ѝ стени.

### Средновековие
Седловината на Върбишкия балкан, с неговите крепости и калдъръмен път, известна сега като Върбишки проход, се споменава под името Веригава още през 679 г. от византийските хронисти, и се свързва с победите на кан Аспарух срещу Византия. Той поселил племето севери от предната клисура Веригава на изток, за да пазят близките до ромеите места в района. Тук на така нареченото Върбишко градище, разположено на десния бряг на р. Герила, близо до вливането ѝ в река Камчия е била столицата на славянското племе „севери“, известно също под името цика (чика).
В теснините на обраслия с гори Върбишки проход на 26 юли 811 г. става и решителната битка между византийските войски, водени от самия император Никифор I Геник, и българския владетел хан Крум. Удържаната победа тук в този бой става едно от най-тежките поражения, които Византия понася в своята многовековна история.

### Османски период
В записките си, върбичанинът Петър Златев Груев пише: Приказва се, че в този град (през първите години на османското владичество) е имало три църкви: „Св. Димитър“, църквата е била построена през 1842 – 1843 г. „Св. Троица“, „Св. Никола“. В османските регистри пише, че град Върбица е бил населен само от християни (българи). През 1870 г. Васил Левски създава революционния комитет в града. През 1877 – 1878 г. в редовете на опълчението са влезли Андон Радев-Комитата, Антон Димов, Ганчо Петков-Поборника, Димитър Янков, Неделчо Петров и други.

### След Освобождението
През 1923 г. Върбица получава позволение да организира ежегоден 4-дневен есенен панаир на добитък и земеделски стоки.

## Население
Численост на населението според преброяванията през годините:
| \| Година на преброяване \| Численост \| \| --------------------- \| --------- \| \| 1934 \| 2486 \| \| 1946 \| 2589 \| \| 1956 \| 2616 \| \| 1965 \| 2866 \| \| 1975 \| 3159 \| \| 1985 \| 3343 \| \| 1992 \| 3437 \| \| 2001 \| 3668 \| \| 2011 \| 3325 \| \| 2021 \| 2395 \| |           |
| Година на преброяване | Численост |
| 1934 | 2486      |
| 1946 | 2589      |
| 1956 | 2616      |
| 1965 | 2866      |
| 1975 | 3159      |
| 1985 | 3343      |
| 1992 | 3437      |
| 2001 | 3668      |
| 2011 | 3325      |
| 2021 | 2395      |

### Етнически състав

#### Преброяване на населението през 2011 г.
Численост и дял на етническите групи според преброяването на населението през 2011 г.:
|                     | Численост | Дял (в %) |
| Общо                | 3325      | 100,00    |
| Българи             | 559       | 16,81     |
| Турци               | 828       | 24,90     |
| Цигани              | 1841      | 55,36     |
| Други               | 9         | 0,27      |
| Не се самоопределят | 32        | 0,96      |
| Неотговорили        | 56        | 1,68      |

## Религии
В града живеят християнски и мюсюлмански общности. Околните села са с компактно турско и българо-мохамеданско население, а също и ромско население, изповядващи както ислям, така и християнство.

## Обществени институции
Общинска администрация
- Дирекция „Бюро по труда“
- Отдел „Социална закрила“
- РПК „Ново време“

## Културни и природни забележителности
За запазване и развитието на културните традиции силно влияние оказват:
НЧ „Пробуда“ – гр. Върбица – създадено през 1871 г. има читалищна библиотека с: Книжен фонд – 28 695 хил. тома книги; Детски отдел – 6815 хил. тома книги.; Сграден фонд – масивна двуетажна сграда построена през 1961 г., с РЗП 1980 m².
Културните прояви са:
- Традиционни зимни обредни празници на града „Ивановден“ – къпане на младоженци в р. Герила, празнува се всяка година на 20 януари;
- Традиционни зимни обредни празници на града „Бабинден“ – къпане на младоженки, празнува се всяка година на 21 януари;
- Традиционно надсвирване на цигански оркестри – надсвирване на 20 цигански оркестъра, празнува се всяка година на 6 май;
- Традиционни културни празници на гр. Върбица – откриване на традиционния „Върбишки панаир“, празнува се всяка година.

### Музеи
През 1997 г. иконите на черквата „Св. Димитър“ са реставрирани.

## Редовни събития
- На територията на град Върбица се провежда традиционен Есенен панаир. Провежда се ежегодно от 15 до 20 септември. Сам по себе си е една приятна атракция за местни и гостуващи. Панаирът датира от турско време и се е организирал около сарая на Гераите (виден турски род). Там са се събирали множество търговци, излагайки стоката си, калайджии, занаятчии – предимно налбантски тип дейност. По-късно панаирът сменя местоположението си на няколко пъти, но не губи традициите си от едно време – конните надбягвания, гюлешите (борбите) с атрактивни награди – коч и др. Част от организацията е и т.нар. „Хайван пазар“ –специализиран за търговия (джамбазлък) на добитък – коне, магарета и други домашни животни, датиращ от когато е и панаирът. По времето на управлението на БКП панаирът временно е спрян, до началото на 80-те години на ХХ век. Така панаирът достига най-големите си размери и сегашното си разположение и терен. Всяка събота се организира и пазар на същия терен, а в съседство – пазар за животни.

## Известни личности
Родени във Върбица
Марко Марков (1889-1966), скулптор (паметник Патриарх Евтимий в София и др.)
- Добри Бодуров (1875 – 1959), политик
- Турко Василаки (1782 – 1857), общественик
- Вълчан Маринов (1868– 1955), бивш кмет на Бургас
- Димитър Гериловски (1864 – 1927), химик
- Петър Груев (1852 – 1890), общественик
- Никола Дръжков (1864 – 1939), офицер
- Тодор Еврев (1934 – 1994), лекар
- Димитър Пасков – Тигъра (р. 1949), кларинетист

## Други

### Кухня
Преимуществено с елементи на балканджийска кухня. Много интересно съчетание на западноевропейска и българска традиция в традиционната кухня на старите върбишки семейства, която обаче е почти забравена, поради масовото изселване на тези семейства от сегашния град. Въпреки това са запазени множество традиционни гозби, характерни за повечето градове в Подбалкана.
Типична върбишка гозба е 'боб с пъстърма'

### Защитени територии
На територията на лесничейството се намира един защитен природен обект – резервата „Момин град“ с площ 6,6 ха.